# Anthaxia duvivieri
Anthaxia duvivieri es una especie de escarabajo del género Anthaxia, familia Buprestidae. Fue descrita científicamente por Kerremans en 1898.